# Carlowrightia mexicana
Carlowrightia mexicana är en akantusväxtart som beskrevs av James Solberg Henrickson och Daniel. Carlowrightia mexicana ingår i släktet Carlowrightia och familjen akantusväxter. Inga underarter finns listade i Catalogue of Life.